# قره‌چپق
الگو:خان :سلسله جمشیدی
قره‌چپق یکی از روستاهای استان آذربایجان شرقی است که در دهستان بناجوی غربی بخش مرکزی شهرستان بناب واقع شده‌است.این روستا ۵۴۵۶ نفر جمعیت دارد.

## میراث
در این روستا امام زاده قره چپق (باباشمل یا بابا مسلم) وجود دارد که اخیراً از سوی مردم روستا در حال باز سازی و توسعه است.

## دهخدا
قره چپق در لغت نامه دهخدا دهی از دهستان بناجو از بخش بناب واقع در ۵ هزارگزی جنوب باختری بناب و ۳۵۰۰ گزی باختر راه ارابه رو بناب به میاندوآب. جلگه و باتلاقی و معتدل مالاریایی است. سکنه۱۱۵۴۴ تن. آب آن از رودخانه صوفی چای و محصول آن غلات، کشمش، بادام، کرچک. شغل اهالی زراعت است. راه مالرو دارد.
زبان: زبان اهالی قره چپق ترکی آذربایجانی می‌باشد.

## آثار باستانی
- ۱- قوروق تپه: تپه ای باستانی که متأسفانه در حال حاضر دیگر وجود خارجی ندارد و به زیر کشت رفته است.
- ۲- تپه قبرستان اولیا: در غرب روستا واقع است کنار امامزاده بابا شمل
- ۳- حمام قره چپق که قدمت آن به دورهٔ قاجار بازمی‌گردد، و با شماره ۲۳۰۴۴ در فهرست آثار ملی به ثبت رسیده است.

قدمت این روستا به دوره این حمام تاریخی که قدمت آن به دوره قاجار برمی‌گردد. حمام قره چپق دارای پلان ذوزنقه ای شکل به طول تقریبی ۱۹ متر و عرض ۱۳متر بوده و ورودی آن در ضلع جنوبی بنا قرار دارد. در این حمام پس از ورود به دهلیز به عنوان فضای میان بینه و بیرون، پوشش سقف به شکل تاق نیم دایره است و داخل قسمت بینه نیز دو تاق نیم دایره ای دیگر وتاق چشمه ای به چشم می‌خورد که در زمان حاضر تاق‌ها چهار تکه شده‌اند. همسطح بودن مجموعه حمام تاریخی روستای قره چپق با زمین از ویژگی‌های خاص این بنای تاریخی است. این بنای تاریخی تا سال ۱۳۷۸ به عنوان حمامی عمومی روستاییان مورد استفاده بوده و پس از آن به صورت متروکه رها شده است. فعلاً این حمام در حال باز سازی وترمیم است
 امام زاده باب مسلم نسب امامزاده باب مسلم با چهار واسطه به امام موسی کاظم می‌رسد.

## کتابخانه
در جریان سفر ریاست جمهوری به آذربایجان شرقی، سه باب کتابخانه برای شهرستان بناب مصوب
شده بود که تا کنون به علت نبود اعتبار احداث آنها راکد مانده بود، اما یک باب از آنها در شورای
برنامه‌ریزی شهرستان مصوب شده و با اختصاص اعتبار لازم، احداث آن در «روستای قره چپق»
از توابع بناب آغاز شده است. این کتابخانه درزمینی با مساحت ۶۷۰ مترمربع مساحت که نصف مساحت مذکور توسط خانم خیّری از اهالی روستا بنام کشور اختگان (همسر حسین پهلوان صمدی )  وقف گردید، با ۲۸۰ مترمربع زیربنا طراحی وساخته شد  و برای آن یک میلیارد و ۳۲۰ میلیون ریال از محل اعتبارات فرهنگی استان اختصاص یافته است.

## محلات قره چپق
اسامی محلات اصلی قره چپق به این ترتیب است: اشاغی باش، یوخاری باش، دیزج، قوم کوچه، قوروق، آغداش، آفانه فند، خرمن کوچه . البته چول هاش بمونه 